# Португальская социалистическая партия

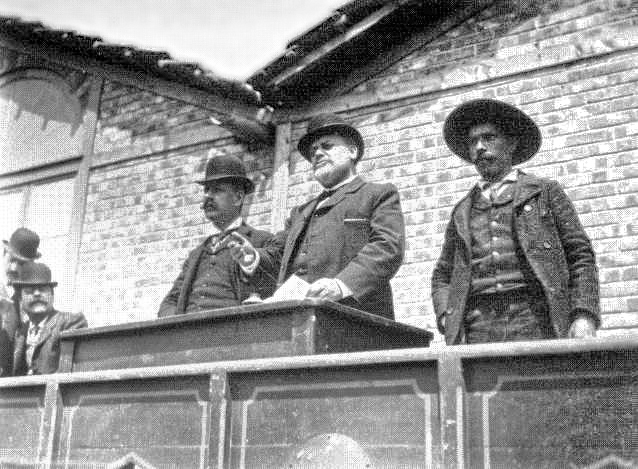
Лидер Португальской социалистической партии Азеду Неку выступает на первомайском митинге 1907 года.

Португальская социалистическая партия (порт. Partido Socialista Português) — левая политическая партия в Португалии, действовавшая в 1875—1933 годах.

## История
Первые социалистические газеты и движения в Португалии начали формироваться с 1850-х, а в начале 1870-х Первый Интернационал направил сюда своих эмиссаров, которые сконтактировали с местными единомышленниками — библиотекарем швейцарско-итальянского проихсождения Жозе Фонтаной, агрономом Жайме Баталья Рейшом и поэтом Антеру Таркиниу де Кенталом, которые создали здесь секцию Интернационала в Лиссабоне. Уже через год, в сентябре 1872, Интернационал насчитывал в Португалии не менее 28 секций с 3 тыс. членов.
В итоге 10 января 1875 года по предложению Азеду Неку была основана Португальская социалистическая партия. Органом партии с 7 августа стало издание «Рабочий протест» (O Protesto Operário), объединившее социалистические газеты «Протест» (в Лиссабоне) и «Рабочий» (в Порту) и выходившее до марта 1882 года. Партия дебютировала на муниципальных выборах 15 ноября 1875 года, на которых в городской совета Лиссабона были выдвинуты четыре социалиста.
В соответствии с Гаагским конгрессом Интернационала партия объявила себя марксистской, размежевавшись с анархистами-бакунистами, и, сменив название на Португальскую социалистическую рабочую партию, пережила ещё несколько отколов близких к анархистам группам. Однако на начальном этапе партия находилась под сильным влиянием прудонизма и к середине 1880-х встала на прудонистско-федералистские позиции, отвергнув революционный марксизм и принципы классовой борьбы.
Партия и впредь страдала от постоянной фракционной борьбы. Первая партийная программа была утверждена в 1895 году. В 1919 году от партии откололось левое крыло, которое объединилось с Португальской максималистской федерацией, основанной большевизированными под влиянием Октябрьской революции анархо-синдикалистами — на этой основе была сформирована Португальская коммунистическая партия.
В целом Португальская социалистическая партия не имела массовой поддержки в массах, поскольку местное профсоюзное движение возглавлялось анархистами и не входило в социал-демократическую Интернациональную федерацию профсоюзов. Партия получала два места на парламентских выборах 1911, 1912, 1915 и 1925 годов; рекордное количество депутатских мандатов — 8 — завоевала на выборах 1919 года. По состоянию на 1925 год она издавала двухнедельник Heraldo и насчитывала 2500 членов, а также располагала образовательной и рабоче-спортивной организацией на 3000 членов.
Партия была членом Социалистического рабочего интернационала с марта 1925 по 1933 год.
Пройдя сложный политический путь, Португальская социалистическая партия просуществовала до фактического запрета политических партий в 1927 году. Таким образом, после военного переворота в мае 1926 года Социалистическая партия некоторое время являлась единственной партией, которую терпели власти. Первоначально ПСП придерживалась пассивной тактики по отношению к военной диктатуре и даже резко дистанцировалась от республиканского восстания в феврале 1927 года (стремившегося восстановить конституцию 1911 г.).
Национальная конференция 1930 года постановила, что партия должна открыто сотрудничать с правительством. Одному из её лидеров, Рамаде Курту, властями даже было поручено разработать трудовой кодекс, и он сотрудничал с реформистскими профсоюзами в корпоративистском Народном экономическом комитете.
При этом некоторые из наиболее видных членов ПСП (включая Курту) вместе с представителями других демократических партий были соучредителями оппозиционного Республиканско-социалистического альянса в 1931 году. После установления Антониу ди Оливейрой Салазаром правоавторитарного режима Нового государства в марте 1933 года партия была запрещена де-юре. Накануне вступления в силу Конституции Португалии 1933 года, объявлявшей политические партии вне закона, национальная конференция в ПСП в Коимбре оформила самороспуск партии.